# 四川蛇根草
四川蛇根草（学名：Ophiorrhiza sichuanensis）是茜草科蛇根草属的植物，其种加词“sichuanensis”意为“四川的”。中国特有植物。分布在中国大陆的四川等地，生长于海拔1,200米的地区，常生长在岩石边，目前尚未由人工引种栽培。